# Asota sphaeriphera
Asota sphaeriphera är en fjärilsart som beskrevs av Butler 1875. Asota sphaeriphera ingår i släktet Asota och familjen nattflyn. Inga underarter finns listade i Catalogue of Life.